# گویستس
گویستس (به لاتین: Gojsc) یک روستا در لهستان است که در گمینا نووا بژژنگتسا واقع شده‌است. گویستس ۱۴۲ نفر جمعیت دارد.